# Airport Transit System
El Airport Transit System es un sistema de Vehículo Automático Ligero que abastece al Aeropuerto Internacional Chicago O'Hare, Illinois. Inaugurado el 20 de noviembre de 1985, actualmente el Airport Transit System cuenta con 1 línea y 5 estaciones.

## Administración
El Airport Transit System es administrado por la Chicago Airport System.